# Oddělení propagandy ústředního výboru Komunistické strany Číny
Oddělení propagandy ústředního výboru Komunistické strany Číny (čínsky v českém přepisu Čung-kuo kung-čchan-tang čung-jang wej-jüan-chuej süan-čchuan-pu, pchin-jinem Zhōngguó Gòngchǎndǎng Zhōngyāng Wěiyuánhuì Xuānchuánbù, znaky zjednodušené 中国共产党中央委员会宣传部, tradiční 中國共產黨中央委員會宣傳部) je složka aparátu ústředního výboru KS Číny zodpovědná za mediální a ideologickou politiku strany. S oddělením organizačním, mezinárodním a oddělením jednotné fronty patří k nejvýznamnějším složkám centrálního stranického aparátu.
Oddělení propagandy ÚV se zabývá uskutečňováním ideologické, mediální a vzdělávací politiky strany na celostátní úrovni, kontroluje, řídí a usměrňuje média a kulturní instituce. Ve spolupráci s odděleními propagandy výborů regionálních stranických organizací koordinuje ideologickou práci na provinční a místní úrovni. Podléhá vedení ústřední komise pro řízení výstavby duchovní civilizace (od roku 2002 je vedoucí oddělení místopředsedou komise), resp. ústřední skupiny pro propagandu a ideologii.

## Vedoucí oddělení propagandy ÚV
V seznamu jsou uvedeni vedoucí oddělení propagandy ústředního výboru, případně jeho předchůdců a výborů a komisí, které oddělení v některých obdobích zastoupily.
| Jméno             | Od            | Do            | Poznámky, další stranické funkce (v době výkonu funkce) |
| ----------------- | ------------- | ------------- | --- |
| Li Ta             | červenec 1921 | 1922          | člen prozatímního výkonného výboru |
| Cchaj Che-sen     | 1922          | 1923          | člen (2.) ústředního výkonného výboru |
| Luo Čang-lung     | květen 1924   | leden 1925    | člen (3.) ústředního výkonného výboru |
| Pcheng Šu-č’      | únor 1925     | březen 1927   | člen byra (4.) ústředního výkonného výboru |
| Cchaj Che-sen     | duben 1927    | říjen 1927    | do srpna 1927 člen (5.) politbyra ÚV |
| Luo Čchi-jüan     | listopad 1927 | červen 1928   | |
| Cchaj Che-sen     | červenec 1928 | říjen 1928    | člen (6.) politbyra ÚV a jeho stálého výboru |
| Li Li-san         | listopad 1928 | prosinec 1930 | člen (6.) politbyra ÚV a do září 1930 i jeho stálého výboru |
| Šen Ce-min        | leden 1931    | duben 1931    | kandidát (6.) ÚV |
| Čang Wen-tchien   | duben 1931    | prosinec 1934 | od září 1931 člen prozatímního politbyra ÚV a jeho stálého výboru |
| Wu Liang-pching   | leden 1935    | červenec 1937 | |
| Čang Wen-tchien   | červenec 1937 | prosinec 1942 | pověřen celkovým řízením ÚV a politbyra |
| Lu Ting-i         | leden 1943    | prosinec 1952 | do 1945 jako předseda ústřední komise pro propagandu od června 1945 člen (7.) ÚV |
| Si Čung-sün       | leden 1953    | červenec 1954 | kandidát (7.) ÚV |
| Lu Ting-i         | červenec 1954 | květen 1966   | člen (7.) ÚV, kandidát (8.) politbyra ÚV, od dubna 1962 tajemník ÚV |
| Tchao Ču          | květen 1966   | leden 1967    | tajemník ÚV, od srpna 1966 člen (8.) politbyra ÚV a jeho stálého výboru |
| Wang Li           | leden 1967    | leden 1968    | |
| Kchang Šeng       | listopad 1970 | prosinec 1975 | jako vedoucí skupiny ÚV pro organizaci a propagandu člen (10.) politbyra ÚV a jeho stálého výboru, od 1973 i místopředseda ÚV                                                        |
| Jao Wen-jüan      | leden 1976    | říjen 1976    | jako předseda ústřední vedoucí skupiny pro propagandu člen (10.) politbyra ÚV |
| Keng Piao         | říjen 1976    | říjen 1977    | jako předseda ústřední vedoucí skupiny pro propagandu, člen (10.) ÚV |
| Čang Pching-chua  | říjen 1977    | prosinec 1978 | člen (11.) ÚV |
| Chu Jao-pang      | prosinec 1978 | březen 1980   | člen (11.) politbyra ÚV |
| Wang Žen-čung     | březen 1980   | duben 1982    | tajemník ÚV |
| Teng Li-čchün     | duben 1982    | srpen 1985    | tajemník ÚV |
| Ču Chou-ce        | srpen 1985    | únor 1987     | člen (12.) ÚV |
| Wang Žen-č’       | únor 1987     | prosinec 1992 | člen (13.) ÚV |
| Ting Kuan-ken     | prosinec 1992 | říjen 2002    | člen (14.) a (15.) politbyra ÚV a tajemník ÚV, vedoucí ústřední skupiny pro propagandu a ideologii, předseda Ústřední komise pro řízení výstavby duchovní civilizace (od dubna 1997) |
| Liou Jün-šan      | říjen 2002    | listopad 2012 | člen (16.) a (17.) politbyra ÚV a tajemník ÚV, místopředseda Ústřední komise pro řízení výstavby duchovní civilizace                                                                 |
| Liou Čchi-pao     | listopad 2012 | říjen 2017    | člen (18.) politbyra ÚV a tajemník ÚV, místopředseda Ústřední komise pro řízení výstavby duchovní civilizace                                                                         |
| Chuang Kchun-ming | říjen 2017    | říjen 2022    | člen (19.) politbyra ÚV a tajemník ÚV, místopředseda Ústřední komise pro řízení výstavby duchovní civilizace                                                                         |
| Li Šu-lej         | říjen 2022    | v úřadu       | člen (20.) politbyra ÚV a tajemník ÚV, místopředseda Ústřední komise pro řízení výstavby duchovní civilizace                                                                         |